# Оржехов (Ухерско Храдиште)
Оржехов (чеш. Ořechov) је насељено мјесто са административним статусом сеоске општине (чеш. obec) у округу Ухерско Храдиште, у Злинском крају, Чешка Република.

## Становништво
Према подацима о броју становника из 2014. године насеље је имало 737 становника.